# Grüne Mosaikjungfer
Die Grüne Mosaikjungfer (Aeshna viridis) ist eine Libellenart aus der Familie der Edellibellen (Aeshnidae), welche der Unterordnung der Großlibellen (Anisoptera) angehören. Es handelt sich bei der Grünen Mosaikjungfer um eine große Libelle mit einer Flügelspannweite von maximal 8,5 Zentimetern.

## Merkmale

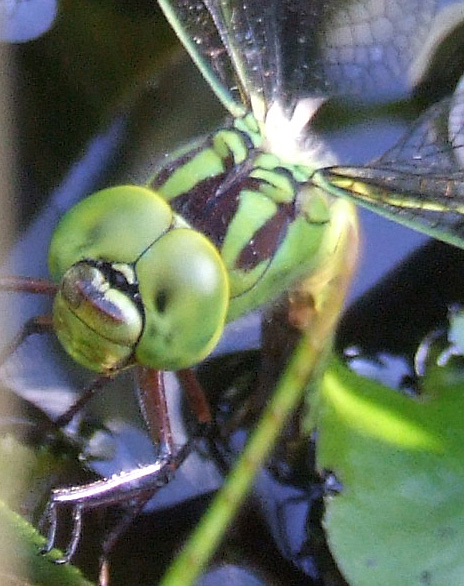
Thorax-Zeichnung

Die Grüne Mosaikjungfer erreicht Flügelspannweiten von 8 bis 8,5 Zentimetern. Der Brustabschnitt (Thorax) der Tiere ist gelb-grün gefärbt, wobei auch die Seitenflächen grün sind und nicht wie bei der Herbst-Mosaikjungfer (Aeshna mixta) eine auffällige Strichzeichnung tragen. Auf der Oberseite des Thorax besitzen sie zwei große grüne Flecken, die anders als bei der Blaugrünen Mosaikjungfer (Aeshna cyanea) nie wirklich oval sind, jedoch sehr ähnlich aussehen können. Beide Arten unterscheiden sich in der Hinterleibszeichnung und in den Thoraxseiten, die bei Aeshna viridis fast einfarbig sind, bei Aeshna cyanea mit einer deutlichen schwarzen Linienzeichnung. Der Hinterleib (Abdomen) der Männchen ist dunkelbraun bis schwarz mit einer blauen Zeichnung, der der Weibchen braun mit einer grünen Zeichnung.

## Lebensweise

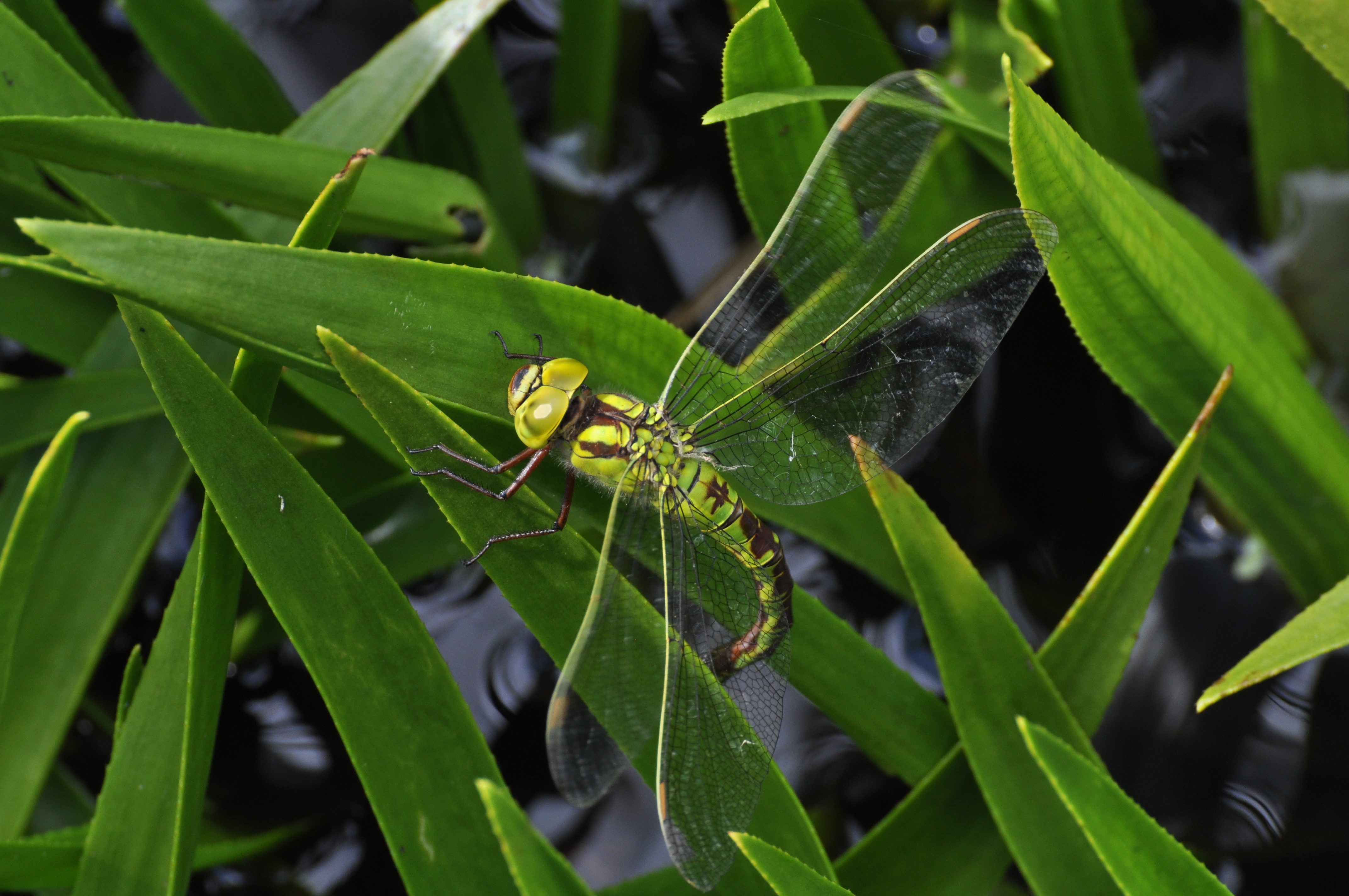
Weibchen der Grünen Mosaikjungfer bei der Eiablage an Krebsscheren

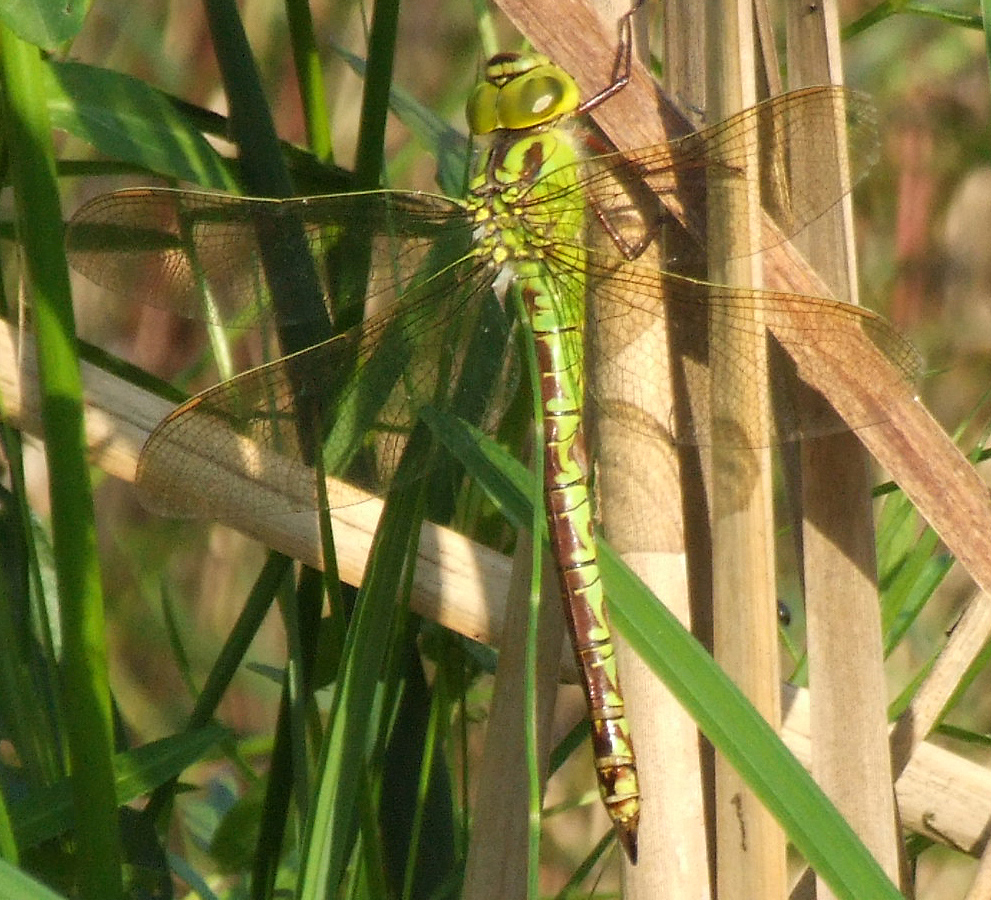
Ruhendes Weibchen

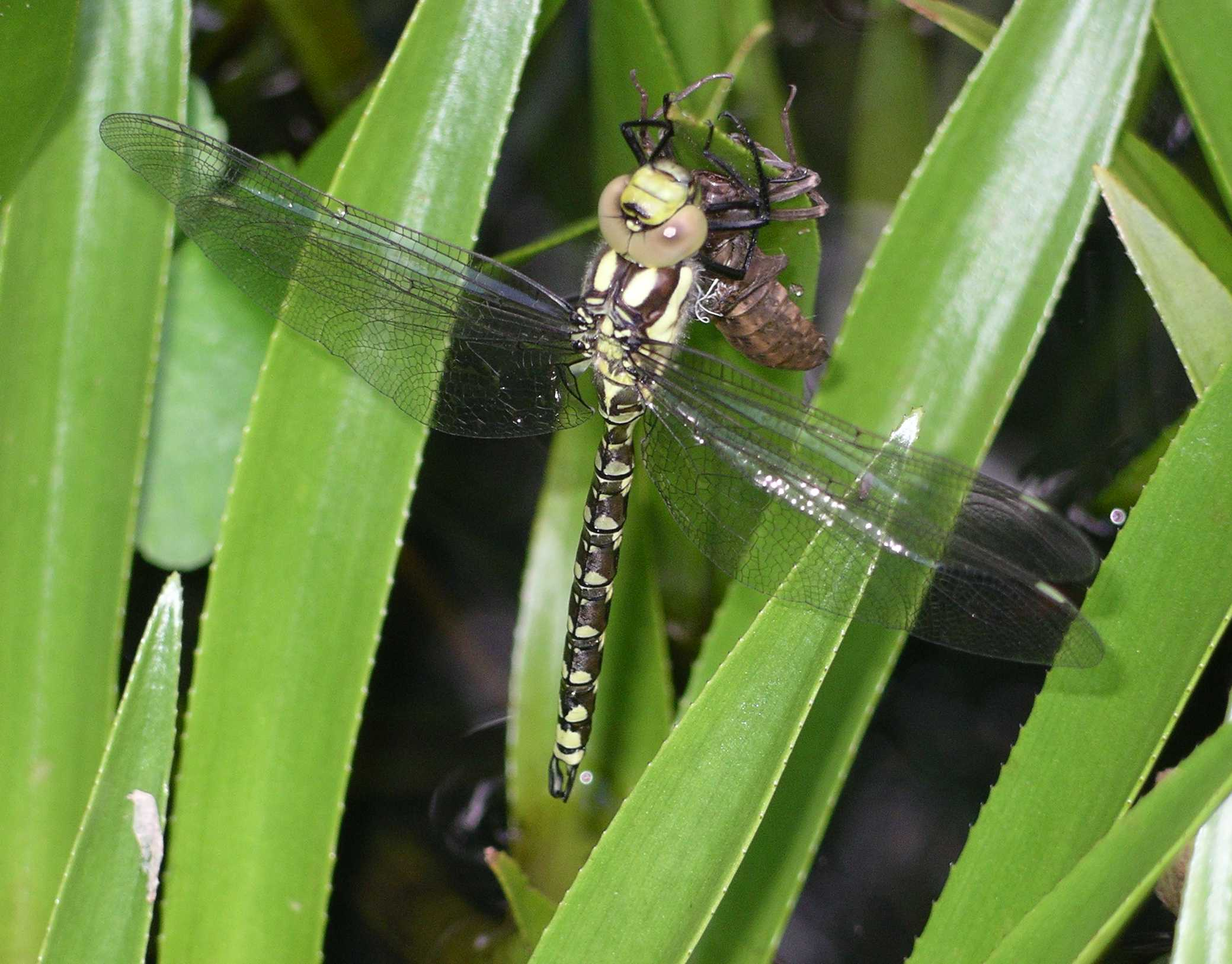
Nicht jede an Krebsscheren gesichtete Großlibelle muss eine Grüne Mosaikjungfer sein: Hier ist gerade ein Männchen der wesentlich häufigeren Blaugrünen Mosaikjungfer geschlüpft

Die Grüne Mosaikjungfer ist in den Monaten Juli bis Oktober an stehenden Gewässern des nördlichen Mitteleuropas einschließlich Norddeutschland anzutreffen. Dabei ist ihr Vorkommen von der Existenz der Krebsschere (Stratiotes aloides) abhängig, in welche die Weibchen beinahe ausschließlich ihre Eier einstechen. Ihre Jagdflüge finden meist in der Abenddämmerung statt.
Morgens sind die Libellen in Gewässernähe an Pflanzen zu finden. Die Männchen fliegen auf der Suche nach einer geeigneten Partnerin über den Schwimmblattrasen der Krebsschere. Sie versuchen dabei andere Männchen, aber auch Großlibellen anderer Arten (z. B. Aeshna grandis) vom Laichgewässer fernzuhalten. Die Paarung erfolgt allerdings mit sehr hoher Wahrscheinlichkeit am Gewässerrand oder am Ufer. Die Weibchen fliegen bei gutem Wetter bis zum Abend mit laut hörbarem Flügelgeräusch zur Eiablage zwischen die Krebsscherenblätter.

## Larvenentwicklung
Die Eier überwintern als solche, die Larven schlüpfen erst im darauffolgenden Jahr. Die Larvalentwicklung dauert zwei bis drei Jahre. Der Schlupf erfolgt im Juli.

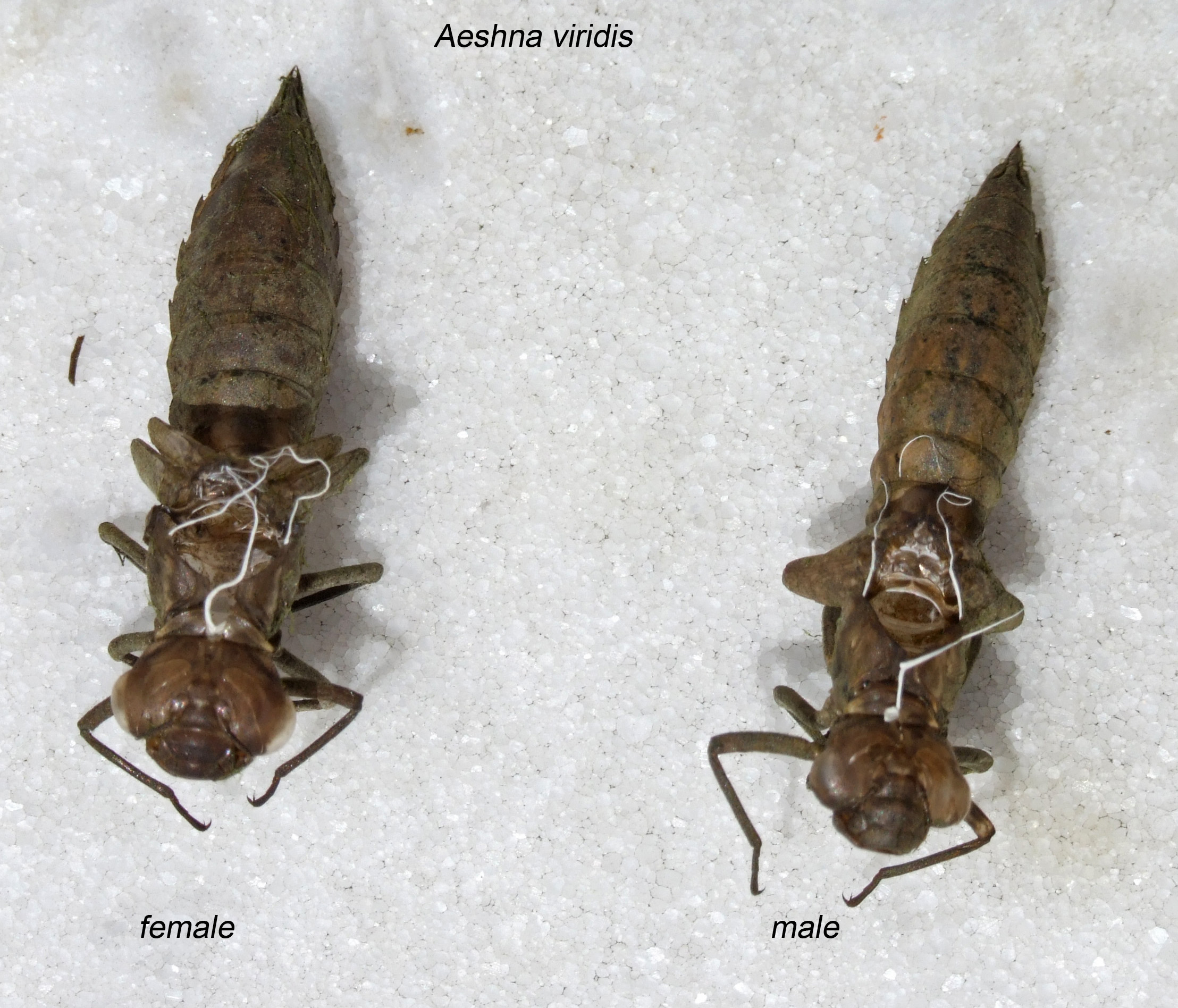
Exuvien von oben
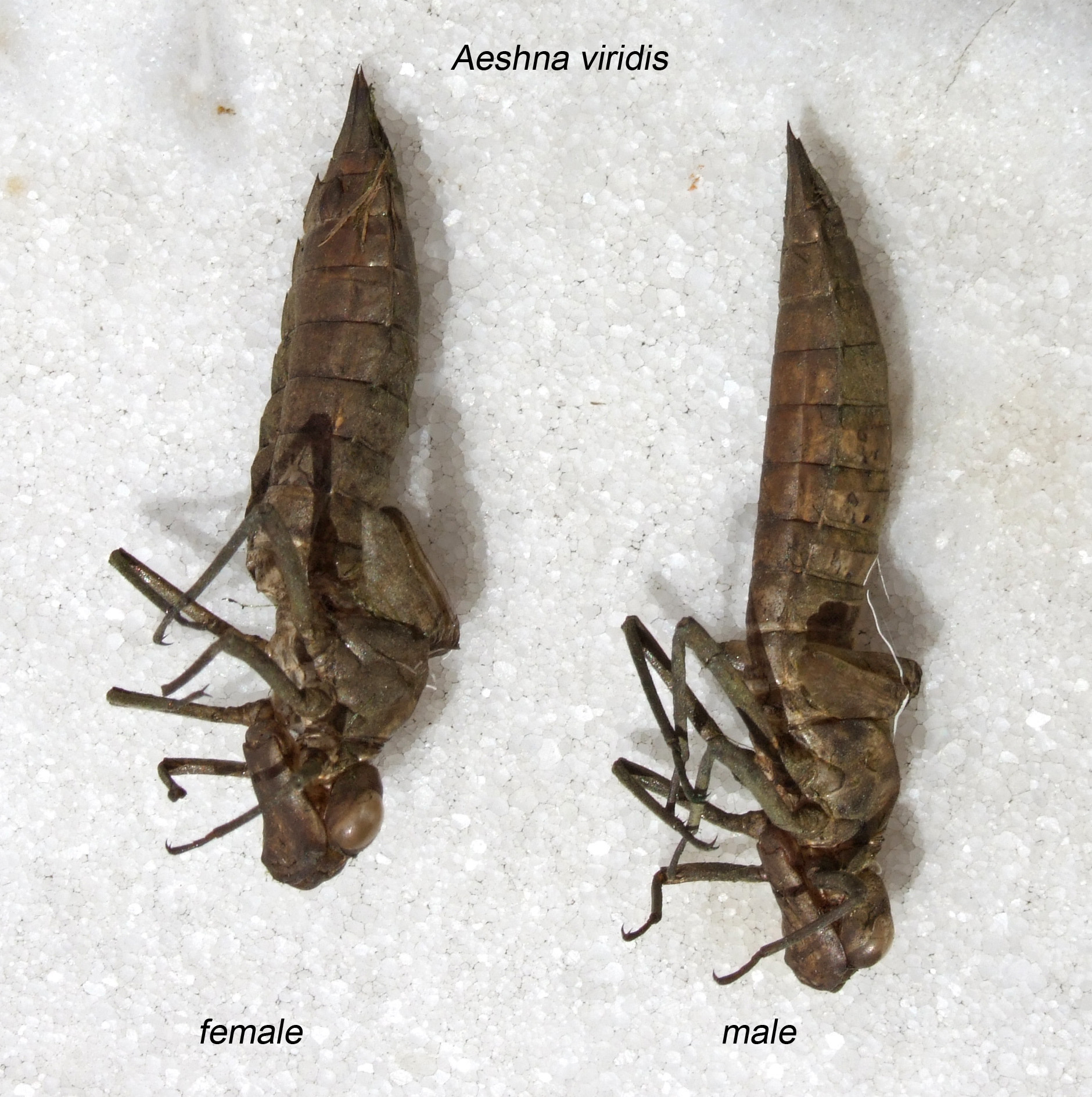
Seitlich

## Gefährdung und Schutz
Die Grüne Mosaikjungfer wird etwa in der aktuellen Roten Liste Deutschlands in der Kategorie „stark gefährdet“ (in vorherigen Fassungen: „vom Aussterben bedroht“) geführt. Das Verschwinden der Libelle ist bedingt durch ihre enge Bindung an die Krebsschere auf dieselben Ursachen zurückzuführen wie das Verschwinden der Pflanze.
Aeshna viridis ist im Anhang IV der Richtlinie 92/43/EWG (Fauna-Flora-Habitat-Richtlinie) aufgeführt, zählt also in der Europäischen Union zu den streng zu schützenden Arten von gemeinschaftlichem Interesse. Entsprechend gilt sie unter anderem nach dem Bundesnaturschutzgesetz als „streng geschützt“. Die deutschen Vorkommen sind auf das norddeutsche Tiefland beschränkt. Der Erhaltungszustand der Art in Deutschland ist in der atlantischen biogeographischen Region mit der schlechtesten Kategorie U2 (ungünstig–schlecht), in der kontinentalen Region mit U1 (ungünstig–unzureichend) bewertet. Der langfristige Bestandstrend ist in Schleswig-Holstein und Niedersachsen stark rückläufig.